# Kwonkan moriartii
Espèce
Kwonkan moriartii est une espèce d'araignées mygalomorphes de la famille des Anamidae.

## Distribution
Cette espèce est endémique du Goldfields-Esperance en Australie-Occidentale,. Elle se rencontre vers Kathleen.

## Description
La carapace du mâle holotype mesure 4,9 mm de long sur 3,6 mm.

## Étymologie
Cette espèce est nommée en l'honneur de Tom Moriarty.

## Publication originale
- Main, 1983 : Further studies on the systematics of Australian Diplurinae (Chelicerata: Mygalomorphae: Dipluridae): two new genera from south western Australia. Journal of Natural History, vol. 17, no 6, p. 923-949.